# Karl Liebknecht
Pour les articles homonymes, voir Karl Liebknecht (films).
Karl Liebknecht [kaːɐ̯l ˈliːpknɛçt] , né le 13 août 1871 à Leipzig et mort assassiné le 15 janvier 1919 à Berlin, est un homme politique socialiste et communiste allemand.
Membre du Parti social-démocrate d'Allemagne (SPD) comme son père Wilhelm Liebknecht, il se bat pour le droit des jeunes à faire partie d'organisations politiques et surtout contre le militarisme. Son livre Militarisme et anti-militarisme lui vaut un procès et une peine de prison de 18 mois, durant laquelle il est élu député au Reichstag.
En raison de son opposition à la Première Guerre mondiale, il est emprisonné et exclu du SPD. Il cofonde avec Rosa Luxemburg la Ligue spartakiste, puis le Parti communiste d'Allemagne (KPD). Deux semaines après la formation de ce parti, il est assassiné avec Rosa Luxemburg lors de la répression de l'insurrection de Berlin.

## Biographie
Karl Liebknecht est le fils de Wilhelm Liebknecht, militant marxiste et cofondateur du SPD. Il suit des études de droit à l'université de Leipzig, puis à celle de Berlin, et obtient son doctorat en 1897. Il ouvre un cabinet d'avocat avec son frère Theodor à Berlin,. Liebknecht effectue son service militaire de 1893 à 1894 en tant que volontaire d'un an au bataillon du génie de la Garde à Berlin.
Il devient militant du SPD. Il est élu en 1907 président de la Fédération internationale de la jeunesse socialiste. Il publie Militarisme et anti-militarisme, un pamphlet antimilitariste pour lequel il est condamné pour haute trahison. Encore emprisonné, il est élu député à la Chambre des représentants de Prusse. Il est député SPD au Reichstag à partir de 1912.
En octobre 1912, il épouse Sophie Ryss (1884–1964). Julia, sa première épouse qui lui a donné trois enfants est morte l'année précédente.
À la veille de la Première Guerre mondiale, il participe à un rassemblement contre la guerre, organisé avec des représentants des partis socialistes belge, français et allemand à Condé-sur-l'Escaut,.
En août 1914, bien qu'opposé au vote des crédits de guerre, il vote pour par discipline de parti. En décembre 1914, il est le premier député du Reichstag à voter contre ces crédits de guerre, passant outre à la consigne de son groupe parlementaire.

« En élevant une protestation contre la guerre, ses responsables et ceux qui la mènent, contre la politique générale qui l'a provoquée, contre les plans d'annexion, contre la violation de la neutralité de la Belgique, contre la dictature militaire, contre l'oubli des devoirs politiques et sociaux dont les classes dirigeantes se rendent coupables aussi et surtout maintenant, nous refusons les crédits demandés. »

— Karl Liebknecht, Déclaration au Reichstag, 2 décembre 1914
L'année suivante, il entraîne dans le refus le député Otto Rühle, puis plus tard une vingtaine de députés socialistes.
Au début de l'année 1915, il fonde, avec Rosa Luxemburg, la Ligue spartakiste, qui devient en 1917 une tendance autonome de l'USPD après l'exclusion des pacifistes par le SPD. Liebknecht milite tout au long de la Première Guerre mondiale en expliquant qu'il ne faut pas combattre les prolétaires d'autres pays, mais les bourgeois de son propre pays. Un tract distribué au mois de mai 1915 porte un slogan dont il est l'auteur : « L'ennemi est dans notre propre pays ». Mobilisé, il refuse de se servir d'une arme. Lors du rassemblement du 1er mai 1916, appelé par les spartakistes, il prononce à nouveau un discours contre la guerre, est arrêté, accusé de haute trahison et emprisonné.
Libéré en octobre 1918, il est un acteur majeur de la révolution allemande de novembre 1918 : le 9 novembre 1918 à 16 heures, il proclame la « république socialiste libre d'Allemagne », d'un balcon du château de Berlin (conservé depuis et incorporé à la façade du Staatsratsgebäude) ; il est cependant pris de vitesse par le social-démocrate Philipp Scheidemann, qui proclame la République allemande (future « république de Weimar ») deux heures plus tôt. La Ligue spartakiste, conduite notamment par Liebknecht et Rosa Luxemburg, réclame un régime où le pouvoir serait détenu par les conseils ouvriers. Mais les spartakistes sont désavoués par ceux-là mêmes à qui ils veulent donner le pouvoir : le 16 décembre, le Congrès national des Conseils d'ouvriers et de soldats, seul pouvoir légitime aux yeux des spartakistes, se réunit et décide qu'il ne lui appartient pas de décider du sort de l'Allemagne, et que cette tâche devra être confiée à une assemblée constituante élue au suffrage universel. Dans la nuit du 31 décembre 1918 au 1er janvier 1919, la Ligue spartakiste, qui s'est séparée peu avant de l'USPD, se réunit avec d'autres groupes : les révolutionnaires se constituent en Parti communiste d'Allemagne (KPD), qui entend boycotter les élections du 19 janvier et faire de l'Allemagne une « république des conseils » (Liebknecht était cependant défavorable à ce boycott).
Dans les premiers jours de janvier, le limogeage du préfet de police de Berlin Emil Eichhorn, membre de l'aile gauche de l'USPD, provoque une manifestation massive de l'USPD et du KPD. Des manifestants en arme occupent les locaux de plusieurs journaux, et le bruit court que des régiments berlinois et des garnisons extérieures se sont soulevés. L'information est fausse mais elle détermine Karl Liebknecht à appeler à l'insurrection pour maintenir l'occupation des journaux, inciter les ouvriers berlinois à la grève et faire tomber le gouvernement. Malgré les protestations de plusieurs membres du comité central du KPD et notamment Rosa Luxemburg qui juge l'action dangereuse, l'option de Liebknecht est approuvée, déclenchant la « révolte spartakiste ». L'insurrection, lancée sans plan précis, est un échec ; Gustav Noske, un des dirigeants du SPD, reçoit les pleins pouvoirs du président Ebert pour mener la répression, et s'appuie pour cela sur les corps francs. Le 15 janvier 1919, Karl Liebknecht et Rosa Luxemburg, arrêtés chacun de leur côté, sont tous deux roués de coups puis assassinés par les militaires qui étaient censés les conduire en prison.
Karl Liebknecht est enterré au cimetière central de Friedrichsfelde de Berlin.

## Citations
- « Je ne puis tout préciser, je ne puis que me hasarder ; je ne puis pas récolter mais seulement semer et fuir ; je ne puis souffrir l'heure de Midi : une aurore, un couchant, que telle soit ma journée ! » (D'une lettre antérieure aux Lettres du front et de la geôle[15])

## Principales œuvres
- Militarisme et anti-militarisme (1907)
- D'où viendra la paix? (1912)
- Déclaration au Reichstag contre le vote des crédits de guerre (1914)
- Lettre à la Conférence de Zimmerwald (1915)
- L'ennemi principal est dans notre pays! (1915)
- Malgré tout ! (1919)
- Militarisme, guerre, révolution  (trad. Marcel Ollivier, choix de textes et présentation par Claudie Weill), Paris, François Maspero, coll. « Bibliothèque socialiste » (no 17), octobre 1970, 270 p.

## Hommages

### Littérature, théâtre, musique et peinture
- 1949 : Alfred Döblin fait de Karl Liebknecht l'un des personnages du quatrième volume de Novembre 1918. Une révolution allemande : Karl & Rosa[16].
- Theodor Plievier, L'Empereur partit, les généraux restèrent, Plein Chant, Bassac 2021,  (ISBN 978-2-85452-356-0).

### Cinéma et télévision
- Karl Liebknecht (joué par Otto Sander) apparaît dans un film sorti en 1986, intitulé Rosa Luxemburg (titre original : Die Geduld der Rosa Luxemburg), réalisé par Margarethe von Trotta.
- La vie de Karl Liebknecht a fait l'objet d'un film en deux parties (sorties en 1965 et 1972), intitulé Karl Liebknecht (titres originaux : Solange Leben in mir ist (première partie) et Trotz alledem ! (seconde partie)), réalisé par Günter Reisch.

### Philatélie allemande
De 1949 à 1974, le souvenir de Karl Liebknecht est entretenu par l'administration postale de la RDA.
Dès 1949, la poste de la zone d'occupation soviétique édite un timbre In Memoriam du 15 janvier 1919. Il y est associé à la figure de Rosa Luxemburg, comme lors des émissions postérieures réalisées en RDA qui se chiffrent à cinq :
- en 1955, dans une série de sept valeurs dédiée à la gloire des dirigeants du mouvement ouvrier allemand, il est associé à Rosa Luxemburg, August Bebel, Franz Mehring, Ernst Thälmann, Clara Zetkin, et Wilhelm Liebknecht ;
- en 1959, dans une série de deux valeurs in memoriam 15.1.1919, l'une d'elles le représente, l'autre timbre présentant Rosa Luxemburg ;
- en 1966, dans un bloc de deux timbres pour l'anniversaire de la conférence fondatrice du groupe spartakiste de 1916 (Reichskonferenz der Spartakusgruppe), il figure sur l'un en médaillon à côté de Rosa Luxemburg, l'autre timbre reproduisant le Manifeste spartakiste ;
- en 1967, dans une série de trois valeurs émise pour le cinquantenaire de la révolution de novembre 1917 en Russie (50. Jahrestag der Novemberrevolution), il est de nouveau associé à Rosa Luxemburg, les deux autres vignettes célébrant Lénine et la création du journal Die Rote Fahne (Le Drapeau rouge) ;
- en 1971, une série de deux timbres en paire émise à l'occasion du centième anniversaire de la naissance de Rosa Luxemburg rappelle son souvenir ainsi que celui de Rosa Luxemburg.

### Lieux
A Potsdam se trouve, dans le quartier de Babelsberg, le Karl-Liebknecht-Stadion.
A Cluj une place porte son nom, rive droite du Somes.